# Maria LaGuerta
Maria Esperanza del Alma LaGuerta is een personage uit de televisieserie Dexter, gebaseerd op het personage Migdia LaGuerta uit de boekenreeks van Jeff Lindsay. Haar rol wordt in de serie vertolkt door Lauren Vélez. LaGuerta is een harde, gedreven vrouw die als commissaris de leiding heeft over de sectie Moordzaken van het Miami Metro Police Department.
Het personage was te zien tot het einde van het zevende seizoen.

## Biografie

### Seizoen 1
LaGuerta maakt er geen geheim van dat ze zich aangetrokken voelt tot Dexter Morgan en flirt voortdurend met hem, tot zijn grootste frustratie. Na verloop van tijd wordt het haar duidelijk dat ze nooit meer dan goede vrienden zullen worden. Intussen lijkt ze zijn zus Debra helemaal niet te kunnen uitstaan, maar later in de reeks verandert dit.
Aan het einde van het seizoen wordt ze overgeplaatst.

### Seizoen 2
In seizoen 2 keert LaGuerta weer terug als commissaris, wanneer haar opvolgster Esmee Pascal aan de kant wordt geschoven. Wanneer haar vroegere partner en ex-vriend James Doakes de hoofdverdachte wordt in de zaak rond de "Bay Harbor Butcher", probeert ze zijn naam te zuiveren. Na de dood van Doakes is iedereen ervan overtuigd dat hij de dader was, maar LaGuerta weigert dit te geloven.

### Seizoen 3
In seizoen 3 is heeft LaGuerta de dood van Doakes nog maar nauwelijks verwerkt, of ze moet alweer de leiding nemen in een nieuw groot onderzoek; de moord op Oscar Prado, de broer van haar andere ex-vriend Miguel Prado. Tijdens het onderzoek ontstaat er een hechte vriendschap haar en advocate Ellen Wolf, en is ze geschokt wanneer ook die vermoord wordt. Ze start op eigen houtje een onderzoek en komt er dankzij de hulp van Dexter achter dat Miguel haar heeft vermoord.

### Seizoen 4
Bij de start van seizoen 4 blijkt LaGuerta een relatie te hebben met Angel Batista. Ze trachten dit voor al hun collega's verborgen te houden, behalve voor Dexter, die voor beiden als adviseur en vertrouwenspersoon geldt. Hun relatie krijgt een opdoffer wanneer LaGuerta haar oversten ervan op de hoogte brengt. Het koppel wordt voor een moeilijke keuze geplaatst: een van hen beiden zal een overplaatsing moeten aanvragen. Omdat ze te gehecht zijn aan hun job, besluiten ze een eind te maken aan hun relatie en hierover een officiële verklaring te ondertekenen. Al snel blijkt dit een onmogelijke opdracht en komen ze stiekem weer samen. Ze trouwen zelfs in het geheim, met Dexter als getuige.

### Seizoen 5
In seizoen 5 zijn er wat problemen binnen het huwelijk van Maria en Angel, omdat ze naar zijn mening te bazig wordt, terwijl hij naar haar mening vaak veel te impulsief reageert.

### Seizoen 7
Door een fout van Dexter vindt LaGuerta een bewijsstuk dat haar aan het denken zet. Uiteindelijk ontwikkelt ze het vermoeden dat niet James Doakes de Bay Harbor Butcher was, maar Dexter. Aan het einde van het seizoen ontdekt ze ook de betrokkenheid van Debra in het hele verhaal. Dexter ziet geen andere oplossing dan LaGuerta te vermoorden, maar op dat bewuste moment komt Debra tussenbeide. In een paniekaanval schiet ze LaGuerta dood.

## Verschillen met de boeken
In de boekenreeks is LaGuerta's voornaam "Migdia" in plaats van "María". Ze wordt afgebeeld als aan manipulatieve vrouw die voortdurend politieke spelletjes speelt; in de serie is ze meer sympathiek en is ze een getalenteerde politievrouw. In beide gevallen flirt ze openlijk met Dexter, tot diens grootste ergernis. Al in het eerste boek wordt LaGuerta vermoord door Brian; in de televisieserie blijft LaGuerta in leven en speelt ze een behoorlijke rol in het leven van Dexter en Debra.